# Lockheed Ventura
De Lockheed Ventura was een bommenwerper en verkenningsvliegtuig uit de Tweede Wereldoorlog. Het toestel werd in Nederland onder andere ingezet bij bombardementen op IJmuiden, de Philipsfabrieken in Eindhoven en op 19 februari 1943 de marinewerf te Den Helder en op 3 mei 1943 op de Amsterdamse Electriciteitscentrale.
De aanval op Den Helder werd uitgevoerd door 12 toestellen van 12 Group. Het betrof toestellen van 464 Squadron RAAF (Royal Australian Air Force), 487 Squadron RNZAF (Royal New Zealand Air Force) en 21 Squadron RAF (Royal Air Force). De toestellen waren afkomstig van RAF Feltwell. Bij het bombardement zijn 50 doden gevallen.